# Kyllian Antonio
Kyllian Anderson Antonio (* 4. Januar 2008 in Champigny-sur-Marne) ist ein französischer Fußballspieler, der aktuell beim RC Lens in der Ligue 1 spielt.

## Karriere

### Verein
Antonio begann seine fußballerische Ausbildung im Februar 2015 in seinem Geburtsort im Großraum Paris, beim Champigny FC. Im Sommer 2018 schloss er sich der US Torcy an, für die er in der Saison 2022/23 auch schon einmal für die B-Junioren auflief. Nach fünf Jahren wechselte er in das Centre de Formation des RC Lens. Hier absolvierte er 2023/24 Ligaspiele für die U17- und U19-Mannschaft und kam für die A-Junioren schon in der UEFA Youth League zum Einsatz. Nachdem er zu Beginn der Saison 2024/25 schon im Profikader gestanden hatte und auch schon in der fünftklassigen Zweitmannschaft aktiv gewesen war, debütierte er im Alter von 17 Jahren in der Startelf in der Ligue 1 im Derby gegen den OSC Lille.

### Nationalmannschaft
Antonio spielte zwischen Oktober 2023 und April 2024 siebenmal für die französische U16-Nationalmannschaft und gewann mit dieser 2024 das Turnier von Montaigu. Seit Oktober 2024 spielt er nun für die U17-Junioren des Landes.

## Erfolge
Nationalmannschaft
- Sieger des Turnier von Montaigu (U16): 2024